# Lake Reynolds
Der Lake Reynolds ist ein See im ostantarktischen Kempland. Er ist der größte See auf dem Chapman Ridge und liegt 2 km östlich des Lake Barkell. 
Das Antarctic Names Committee of Australia benannte den See 1983 nach dem Glaziologen Alan Reynolds, der 1979 auf der Mawson-Station tätig war und den See im Zuge einer Hundeschlittenexkursion beprobt hatte.